# Volodymyr Kozjuchar
Volodymyr Markovytj Kozjuchar (ukrainska: Володимир Маркович Кожухар), född 16 mars 1941 i Vinnytsia, död 3 december 2022 i Kiev, var en ukrainsk dirigent. Efter en examen från  Kievs gymnasieskola uppkallad efter M. V. Lysenko i trumpetklassen  och Kievs statliga konservatorium uppkallad efter P. I. Tjajkovskij (trumpet) och forskning och dirigering för Gennadij Rozjdestvenskij vid Moskvakonservatoriet, började han dirigera Ukrainska SSR:s (nu Ukrainas) statliga symfoniorkester 1964 och blev dess chefsdirigent 1967. Han dirigerade vid Kievs opera- och baletteater från 1973 till 1977 och han blev sedan chefsdirigent för Musikteatern uppkallad efter Stanislavskij och Nemirovitj-Dantjenko i Moskva. År 1989 blev han chefsdirigent för Kievs operahus i Kiev. Kozjuchar undervisade vid Ryska musikakademin uppkallad efter Gnessin i Moskva från 1978 till 1988, och han undervisade vid Kievs konservatorium sedan 1993.